# Hornbek House
L'Hornbek House est une maison rustique du comté de Teller, dans le Colorado, aux États-Unis. Située au sein du Florissant Fossil Beds National Monument, elle est inscrite au Registre national des lieux historiques depuis le 8 décembre 1981. Elle est desservie par le Hornbek Wildlife Loop Trail, un sentier de randonnée en boucle qui passe aussi près de l'office de tourisme du parc.